# Subaru Stella
O  Stella é um kei car produzido pela Subaru.
Algumas versões são equipadas com transmissão continuamente variável (Câmbio CVT).

## Plug-in Stella Concept
Em junho de 2008, a Subaru apresentou uma versão elétrica do modelo durante a reunião do G8 realizada em Hokkaido.